# 1964 w Wojsku Polskim
Kalendarium Wojska Polskiego 1964 – wydarzenia w Wojsku Polskim w roku 1964.

## 1964
- wprowadzono na uzbrojenie czołgi T-55[1]
- utworzono stanowisko Głównego Inspektora Planowania i Techniki[1]

## Styczeń
1 stycznia
- weszła w życie ustawa z dnia 13 listopada 1963 zmieniająca ustawę o zaopatrzeniu emerytalnym żołnierzy zawodowych i nadterminowych oraz ich rodzin[2] → tekst jednolity[3]

3 stycznia
- podniesiono banderę na dwóch holownikach projektu B65: „H-12” i „H-19”[4]

4 stycznia
- podniesiono banderę na kutrze rakietowym ORP „Hel” oraz dwóch średnich okrętach desantowych: ORP „Oka” i ORP „Bug”; w ceremonii uczestniczył minister obrony narodowej marszałek Polski Marian Spychalski, dowódca Marynarki Wojennej wiceadmirał Zdzisław Studziński, I sekretarz Komitetu Wojewódzkiego PZPR w Gdańsku Jan Ptasiński, wiceminister przemysłu ciężkiego Zdzisław Nowakowski i przedstawiciel Floty Bałtyckiej kontradmirał Władimir Michajlin[5]

15 stycznia
- generał dywizji Czesław Waryszak przekazał obowiązki dowódcy Śląskiego Okręgu Wojskowego generałowi brygady Eugeniuszowi Molczykowi

## Luty
9 lutego
- odbyła się narada partyjno-służbowa wojsk łączności[4]

10 lutego
- odbyła się narada partyjno-służbowa w Sztabie Generalnym[4]

13–14 lutego
- odbyła się centralna narada partyjno-służbowa Ministerstwa Obrony Narodowej[4]

20 lutego
- w dowództwie lotnictwa operacyjnego w Poznaniu odbyła się narada partyjno-służbowa[4][6]

## Marzec
3–4 marca
- w Warszawie odbył się II Ogólnowojskowy Zjazd Organizacji Rodzin Wojskowych[4]

16 marca
- odbyło się posiedzenie Rady Wojskowej Warszawskiego Okręgu Wojskowego, w czasie której dotychczasowy dowódca WOW, gen. dyw. Józef Kuropieska przekazał obowiązki nowo mianowanemu dowódcy WOW, gen. dyw. Czesławowi Waryszakowi[4]

## Kwiecień
- gen. bryg. prof. Mieczysław Bień przekazał obowiązki komendanta Akademii Sztabu Generalnego im. gen. broni. Karola Świerczewskiego gen. dyw. Józefowi Kuropiesce[4]

8 kwietnia
- MON wydał zarządzenie w sprawie dokształcania żołnierzy zasadniczej służby wojskowej[1]

15 kwietnia
- wprowadzono odznakę „Marynarz Okrętów Podwodnych”[a][4]

## Maj
3 maja
- odbyła się narada w Inspektoracie Lotnictwa poświęcona problemom bezpieczeństwa i higieny lotów[6]

9–10 maja
- odbył się zjazd kobiet uczestniczek walk w czasie drugiej wojny światowej: byłych żołnierzy 1 i 2 armii WP, oddziałów GL, AL, AK i BCh oraz więźniarek obozów koncentracyjnych[4]

15 maja
- w dowództwach okręgów wojskowych, sił zbrojnych, instytucjach centralnych i jednostkach wojskowych rozpoczęły się konferencje przedzjazdowe[4]

## Czerwiec
- minister obrony narodowej zarządzeniem wprowadził regulamin współzawodnictwa w wojskach lotniczych o miano „Kluczy służby socjalistycznej”[6]

4–8 czerwca
- z rewizytą przebywał w Gdyni zespół duńskich okrętów wojennych[4]

## Lipiec
22 lipca
- z okazji 20-lecia Polski Ludowej w Warszawie odbyła się wielka parada wojskowa[4][7][6]

29 lipca
- w Kijowie zmarła Wanda Wasilewska, współtwórczyni 1 Dywizji Piechoty im. T. Kościuszki, a następnie Armii Polskiej w ZSRR[4]

## Sierpień
7 sierpnia
- zmarł Aleksander Zawadzki, członek Biura Politycznego KC PZPR, przewodniczący Rady Państwa, przewodniczący Ogólnopolskiego Komitetu Frontu Jedności Narodu[4][8]

20–21 sierpnia
- w Inspektoracie Lotnictwa odbyła się konferencja historyczna poświęcona 20-leciu ludowego Lotnictwa Polskiego[7]

21–24 sierpnia
- w Göteborgu z wizytą kurtuazyjną przebywał zespół polskich okrętów wojennych w składzie: niszczyciel ORP „Błyskawica” oraz okręty podwodne ORP „Sęp” i ORP „Orzeł”[9]

21–26 sierpnia
- na zaproszenie Ministra Obrony narodowej z wizytą w Polsce przebywała delegacja lotników radzieckich z wiceministrem obrony ZSRR, naczelnym dowódcą sił powietrznych Związku Radzieckiego, głównym marszałkiem lotnictwa – Konstantinem Wierszyninem[9][7][6]

22 sierpnia
- Oficerskiej Szkole Radiotechnicznej w Jeleniej Górze nadano imię kpt. Sylwestra Bartosika[9][7][6]
- Techniczna Szkoła Wojsk Lotniczych w Zamościu otrzymała imię Michała Wójtowicza (ps. „Zygmunt”)[7][6]

25 sierpnia
- do zbiorów Muzeum Wojska Polskiego przekazano mundur Wandy Wasilewskiej[b][9]

## Wrzesień
- podpisana została umowa pomiędzy WAT i Wrocławskimi Zakładami Elektrotechnicznymi „Elwro”  o wzajemnej współpracy w dziedzinie budowy maszyn matematycznych[9]

13 września
- w Starym Zadybiu odsłonięto pomnik upamiętniający historyczny start jednostek Lotnictwa Polskiego do pierwszego lotu bojowego, a miejscowa szkoła otrzymała imię 1 Pułku Lotnictwa Myśliwskiego „Warszawa”[7]

17–26 września
- z oficjalną wizytą na Węgrzech przebywała delegacja Wojska Polskiego[9]

24–26 września
- odbył się III Kongres Związku Bojowników o Wolność i Demokrację[9]

28 września
- w Poznaniu odbyła się konferencja poświęcona rozwojowi wynalazczości i racjonalizacji w jednostkach lotnictwa operacyjnego[9]

## Październik
24 października
- na ORP „Sokół” podniesiono banderę i wcielono go do służby w polskiej marynarce wojennej[9]

## Listopad
- Prezydent RP na uchodźstwie August Zaleski mianował w korpusie generałów:

ze starszeństwem z 11 listopada 1964 roku:
generałów brygady Stefana Dembińskiego i Władysława Langnera - generałami dywizji,
pułkowników Bronisława Chruściela, Jana Lachowicza, Tadeusza Porębskiego, Włodzimierza Scholze-Srokowskiego, Jerzego Sochockiego i Antoniego Zdrojewskiego - generałami brygady,
ze starszeństwem z 15 sierpnia 1964 roku:
pułkownika Aleksandra Ruchaja - generałem brygady,
ze starszeństwem z 15 sierpnia 1962 (?) roku:
pułkowników Mariana Bolesławicza i Michała Gałązkę - honorowymi generałami brygady.
- Minister obrony narodowej ustanowił nagrodę dla absolwentów uniwersytetów za najlepsze prace magisterskie z zakresu najnowszej historii wojskowości[9].

5–10 listopada
- Z wizytą kurtuazyjną w Leningradzie przebywał zespół polskich okrętów na czele z niszczycielem ORP „Błyskawica”[9].
- Generał dywizji Józef Kamiński zastąpił generała dywizji Zygmunta Huszczę na stanowisku dowódcy Pomorskiego Okręgu Wojskowego w Bydgoszczy[9].

## Grudzień
- utworzono Wojewódzkie Sztaby Wojskowe (WSzW)[c][9]

8 grudnia
- delegacja byłych działaczy Batalionów Chłopskich przekazała Muzeum Wojska Polskiego w Warszawie dwa sztandary organizacji „Wolność i Niepodległość Polski”[9]

16–23 grudnia
- pod przewodnictwem gen. armii Aleksieja Jepiszewa przebywała w Polsce delegacja Głównego Zarządu Politycznego Armii Radzieckiej i Marynarki Wojennej[9]